# The Incredibly Strange Creatures Who Stopped Living and Became Mixed-Up Zombies
The Incredibly Strange Creatures Who Stopped Living and Became Mixed-Up Zombies est un film d'horreur américain écrit et réalisé par Ray Dennis Steckler et sorti en 1964. Le réalisateur y joue l'un des rôles principaux sous le nom de scène de Cash Flagg.

## Titre du film
Son titre en fait, à sa sortie, le second titre de film d'horreur le plus long après The Saga of the Viking Women and Their Voyage to the Waters of the Great Sea Serpent de Roger Corman. 
Le film ne devait, à l'origine, pas porter ce titre. Selon les dires du réalisateur, il devait être nommé The Incredibly Strange Creatures, ou Why I Stopped Living and Became a Mixed-up Zombie; le titre a été changé à la suite de la réalisation du film Docteur Folamour, dont le titre original est Dr. Strangelove or: How I Learned to Stop Worrying and Love the Bomb, afin d'éviter tout risque de bataille judiciaire.